# 低地繡眼
低地繡眼（学名：Zosterops meyeni），又名低地綠繡眼，为繡眼科繡眼屬下的一个种，種名是紀念德國植物學家弗蘭茨·邁恩（Franz J. F. Meyen）。體長約12公分，近似綠繡眼，但體色較接近黃色，且體型較大，喙較粗。

## 亚种
- 低地繡眼指名亚种（学名： Bonaparte, 1850）。分布於菲律賓的班頓島、呂宋島等島嶼。
- （学名： McGregor, 1907[4]），俗名巴丹綠繡眼。分布於菲律賓的巴丹島、沙坦島、雅米島、伊巴雅特以及台灣的綠島和蘭嶼[5]。

## 扩展阅读
- Bas van Balen in Josep del Hoyo, Andrew Elliott, Jordi Sargatal. eds. . Lynx Edicions. 2008: pp.446. ISBN 978-84-96553-45-3.